# Eveleth (Minnesota)
Eveleth es una ciudad ubicada en el condado de St. Louis en el estado estadounidense de Minnesota. En el Censo de 2010 tenía una población de 3718 habitantes y una densidad poblacional de 222,53 personas por km².

## Geografía
Eveleth se encuentra ubicada en las coordenadas 47°28′24″N 92°32′56″O / 47.47333, -92.54889. Según la Oficina del Censo de los Estados Unidos, Eveleth tiene una superficie total de 16.71 km², de la cual 16.3 km² corresponden a tierra firme y (2.43%) 0.41 km² es agua.

## Demografía
Según el censo de 2010, había 3718 personas residiendo en Eveleth. La densidad de población era de 222,53 hab./km². De los 3718 habitantes, Eveleth estaba compuesto por el 95% blancos, el 0.51% eran afroamericanos, el 1.78% eran amerindios, el 0.32% eran asiáticos, el 0.03% eran isleños del Pacífico, el 0.13% eran de otras razas y el 2.23% pertenecían a dos o más razas. Del total de la población el 0.89% eran hispanos o latinos de cualquier raza.